# Station Mödling
Mödling is een station in Mödling (Neder-Oostenrijk) aan de Südbahn dat werd geopend op 29 mei 1841.